# Old Gringo
Old Gringo is een Amerikaanse romantische avonturenfilm uit 1989 van Columbia Pictures en geregisseerd door Luis Puenzo. Het verhaal is gebaseerd op het boek The Old Gringo van de Mexicaanse auteur Carlos Fuentes. De film werd "buiten competitie" getoond op het filmfestival van Cannes 1989.

## Verhaal
De Amerikaanse Harriet Winslow gaat naar Mexico om er te werken als gouvernante bij de familie Miranda tijdens de Mexicaanse Revolutie. Ze wordt ongewild koerier om wapens te smokkelen. Ze ontmoet "Old Gringo", de alias van de Amerikaanse auteur Ambrose Bierce die zich aangesloten heeft bij de revolutionairen, tot wie ze zich aangetrokken voelt ondanks het grote leeftijdsverschil. Ze heeft ook gevoelens voor generaal Tomas Arroyo. Zijn moeder werd van hem zwanger na verkrachting van een Miranda. Arroyo is uit op wraak en komt uiteindelijk in bezit van documenten over zijn afkomst en zijn recht op het landgoed. 
Pancho Villa geeft Arroyo opdracht om zijn leger te verplaatsen. Arroyo slaagt hier niet in omwille van zijn obsessief persoonlijk vendetta met de familie Miranda. Bierce verbrandt de papieren om Arroyo te doen inzien dat deze hem geen betere toekomst geven en dat hij zich moet focussen op de werkelijke problemen van de revolutie. Als vergelding schiet Arroyo Bierce dood.
Villa heeft nu een probleem: een Mexicaanse generaal heeft een Amerikaanse burger doodgeschoten. Om verdere inmenging van Amerika in de revolutie te voorkomen, overtuigt hij om Harriet valselijke verklaringen af te leggen. Zo beweert ze aan de Amerikaanse ambassade dat Bierce haar vader is die tezamen met Arroyo werd geëxecuteerd wegens het negeren van orders. Bierce krijgt een militaire begrafenis in Arlington National Cemetery, Arroyo wordt daadwerkelijk door Villa vermoord in het bijzijn van Harriet.

## Rolverdeling
| Acteur                     | Personage       |
| -------------------------- | --------------- |
| Jane Fonda                 | Harriet Winslow |
| Gregory Peck               | Ambrose Bierce  |
| Jimmy Smits                | Tomas Arroyo    |
| Patricio Contreras         | Frutos Garcia   |
| Jenny Gago                 |                 |
| Gabriela Roel              |                 |
| Sergio Calderón            | Zacarias        |
| Guillermo Ríos             | Monsalvo        |
| Jim Metzler                | Ron             |
| Samuel Valadez De La Torre | Saunders        |
| Anne Pitoniak              | Mevrouw Winslow |
| Pedro Armendáriz Jr.       | Pancho Villa    |
| Pedro Damián               | Ovando          |

## Relatie met de werkelijkheid
De film toont een van de onbewezen theorieën waarin Ambrose Bierce stierf: door executie. In werkelijkheid verdween de man spoorloos en is nooit gevonden.

## Nominaties en prijzen
| Westrijd                     | Categorie         | Ontvanger(s)  | Resultaat   | Ref.  |
| ---------------------------- | ----------------- | ------------- | ----------- | ----- |
| Golden Raspberry Awards 1989 | Slechtste actrice | Jane Fonda    | Genomineerd | [ 5 ] |
| Filmtracks Award             | Top film scores   | Lee Holdridge | Genomineerd | [ 6 ] |